# Joan Rebull Torroja
Joan Rebull Torroja (Reus, Baix Camp, 27 de gener de 1899 - Barcelona, 27 de febrer de 1981) fou un escultor català, considerat un dels més importants del segle xx a Catalunya. Algunes de les seves obres es troben exposades al Museu Nacional d'Art de Catalunya (MNAC), al Museu Nacional Centre d'Art Reina Sofia de Madrid i a la Fundació Municipal Joan Abelló (Museu Abelló) de Mollet del Vallès, així com al Museu d'Art i Història de Reus que va rebre una donació l'any 1999, per part de la vídua de l'artista, de 140 obres la majoria de terracotes i guixos.
A partir de 1962 i durant tres anys va exercir de professor d'escultura a l'Escola Superior de Belles Arts de Sant Jordi de Barcelona. L'any 1981 li va ser concedida la Medalla d'Or de la Generalitat de Catalunya.

## Biografia
Va néixer el 1899 a la ciutat de Reus, actual capital de la comarca del Baix Camp, fill de Pere Rebull i Serrés, jornaler natural de la Vilella Alta (Priorat) que treballava en una masia agrícola, i d'Elvira Torroja i Elias que col·laborava en l'economia familiar teixint cadires de boga. Es va iniciar en el món de l'escultura a la seva ciutat natal en la qual va treballar al costat de Pau Figueras, escultor que posseïa un taller d'imatgeria i on va aprendre la tècnica del modelatge junt amb la de la talla de fusta. Va aconseguir el primer premi en categoria provincial el 1910, amb l'obra La temptació de sant Antoni a l'edat d'onze anys. L'any 1915 es va traslladar a Barcelona, on va estudiar a l'Escola de la Llotja i va treballar als Tallers Bechini.

## Primeres exposicions
A l'any següent va inaugurar la seva primera exposició individual al Centre de Lectura de Reus on va presentar dotze escultures. Va rebre una bona crítica a la revista La Veu del Camp, per part del crític Cèsar Ferrater, en què escriu que aprecia en Rebull com «una revelació que destaca amb gran valentia». L'èxit obtingut va fer que el president del Centre l'ajudés amb una beca i li prometés una nova exposició, que es va portar a terme el gener de 1917 i on va exposar una sèrie de retrats de la vida cultural de Reus. A més a més de les crítiques en publicacions locals, en rep una altra amb fotografies incloses en El Día Gráfico de Barcelona.

## Estada a Barcelona

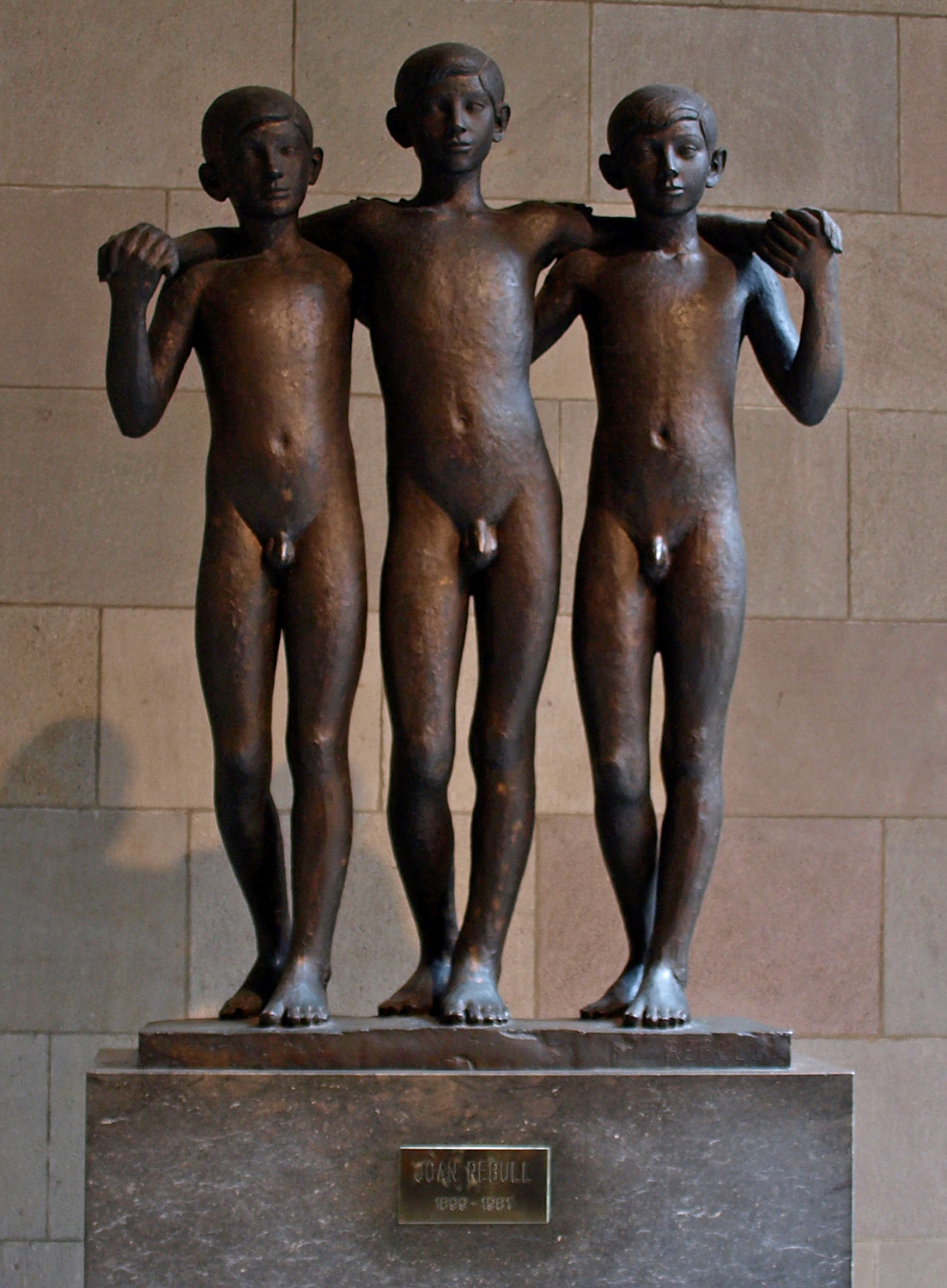
Al·legoria: Els tres gitanets a la Casa de la Ciutat de Barcelona

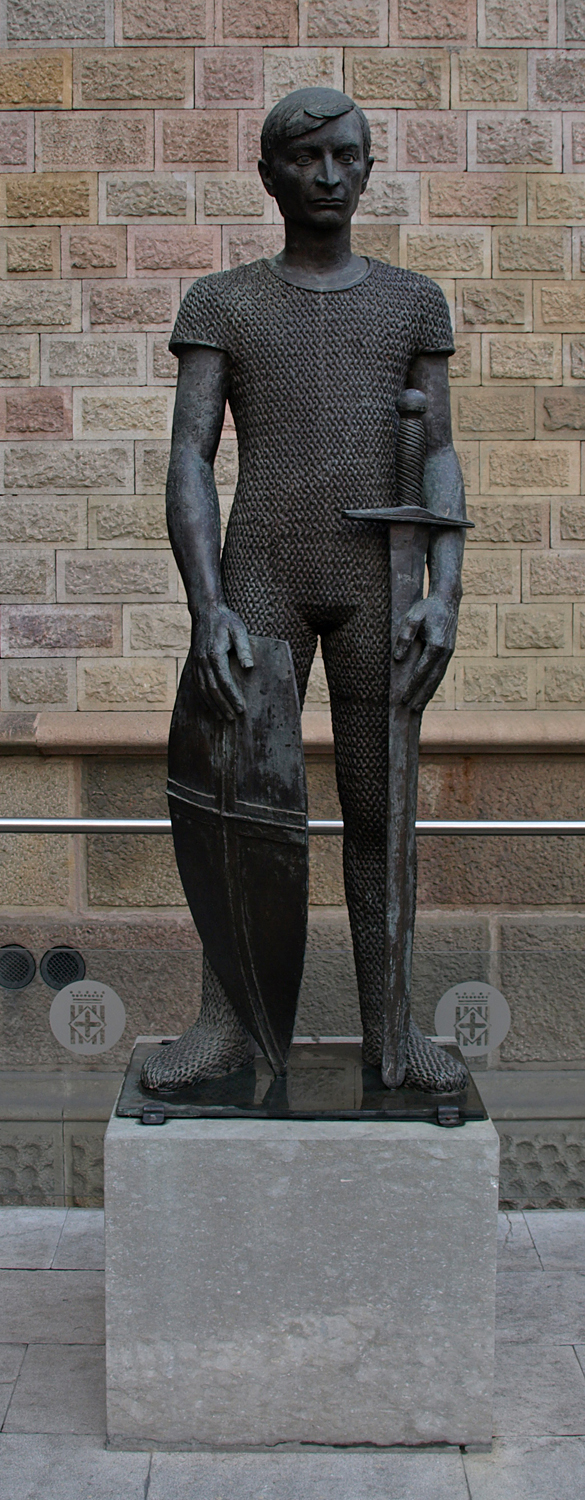
Sant Jordi davant de la Diputació de Barcelona

Gràcies a l'ajut econòmic del banquer reusenc Evarist Fàbregas va poder muntar el seu propi taller a Barcelona en el barri de Sant Gervasi de Cassoles. Juntament amb altres artistes com Josep Viladomat, Apel·les Fenosa o Josep Granyer va fundar, l'any 1917, el grup conegut amb el nom de Els Evolucionistes, els quals pretenien donar una rèplica al noucentisme català. Encara que moltes reunions d'aquest grup es realitzaven en el seu taller, no va participar en les exposicions amb aquest grup fins a l'any 1923, a l'Exposició de la Primavera, on va ser premiat per la seva obra Nu de noi.
Contrau matrimoni el 1925 amb Anna Rodríguez i Torrents i el gener de 1926 exposa per primera vegada a Madrid en una exposició al Saló d'Art Català del Cercle de Belles Arts, organitzada per El Heraldo de Madrid. Entre 1926 i 1929 va residir a Deuil-la-Barre on neix el seu primer fill. Aquesta població per la seva proximitat amb París, li permet desplaçar-se i participar en tertúlies artístiques en aquesta ciutat on li és presentat Pablo Picasso per Pere Pruna. L'any 1928 participa en el Saló dels Artistes Independents al Grand Palais. Durant aquesta època de París, juntament amb Francesc Domingo col·labora amb il·lustracions en tres números de la revista Méridiens fundada per André Cayatte i René Char i realitza noves experiències en dibuixos amb caràcter abstracte, alguns dels quals els exposa a la inauguració de «La Galeria de Madrid» sala d'art de Madrid patrocinada per La Gaceta Literària. L'escriptor alacantí Juan Chabás amb motiu d'aquesta exposició de Rebull, en una de les poques galeries de promoció privada en art modern, d'aquest tipus que n'hi havia a l'estat espanyol, la descrivia en aquest sentit: «Aquesta Galeria, que amb molt pocs objectes fora una alegre botiga de Reis Mags, i tal com és ja pot dir-se basar juvenil de noves llaminadures, despatx de llibres preciosos, botiga acollidora de popular mercaderia i sala de festes intel·lectuals, és a Madrid lloc encara insòlit. Cases semblants abunden a París i no falten a Barcelona, on obren les seves sales a iguals nobles exposicions i a aquest comerç alt, les Galeries Laietanes i la Dalmau i la Casa Parés…»
Després de la proclamació de la Segona República Espanyola es va presentar i va ser elegit diputat per l'Estat Català al Parlament de Catalunya com a representant d'Esquerra Republicana de Catalunya. Va ostentar els càrrecs de membre de la Junta de Museus de Barcelona, President del Saló de Montjuïc el 1932 i anomenat acadèmic de la Reial Acadèmia Catalana de Belles Arts de Sant Jordi el 1933. Per encàrrec de la Generalitat de Catalunya va viatjar a Itàlia junt amb el pintor Ignasi Mallol, per conèixer els mètodes d'ensenyament artístic que després van posar en pràctica, juntament amb el finançament de l'ajuntament de Tarragona i la Generalitat, en una escola pilot que va començar a funcionar el 1935 amb quaranta alumnes. Se li concedeixen el Premi Nacional d'Escultura pel Ministeri d'Instrucció Pública i Sanitat de la República a l'obra Cap de noia i el Premi Damià Campeny d'escultura per la Generalitat de Catalunya a la seva obra Gitaneta.

### Exili a França

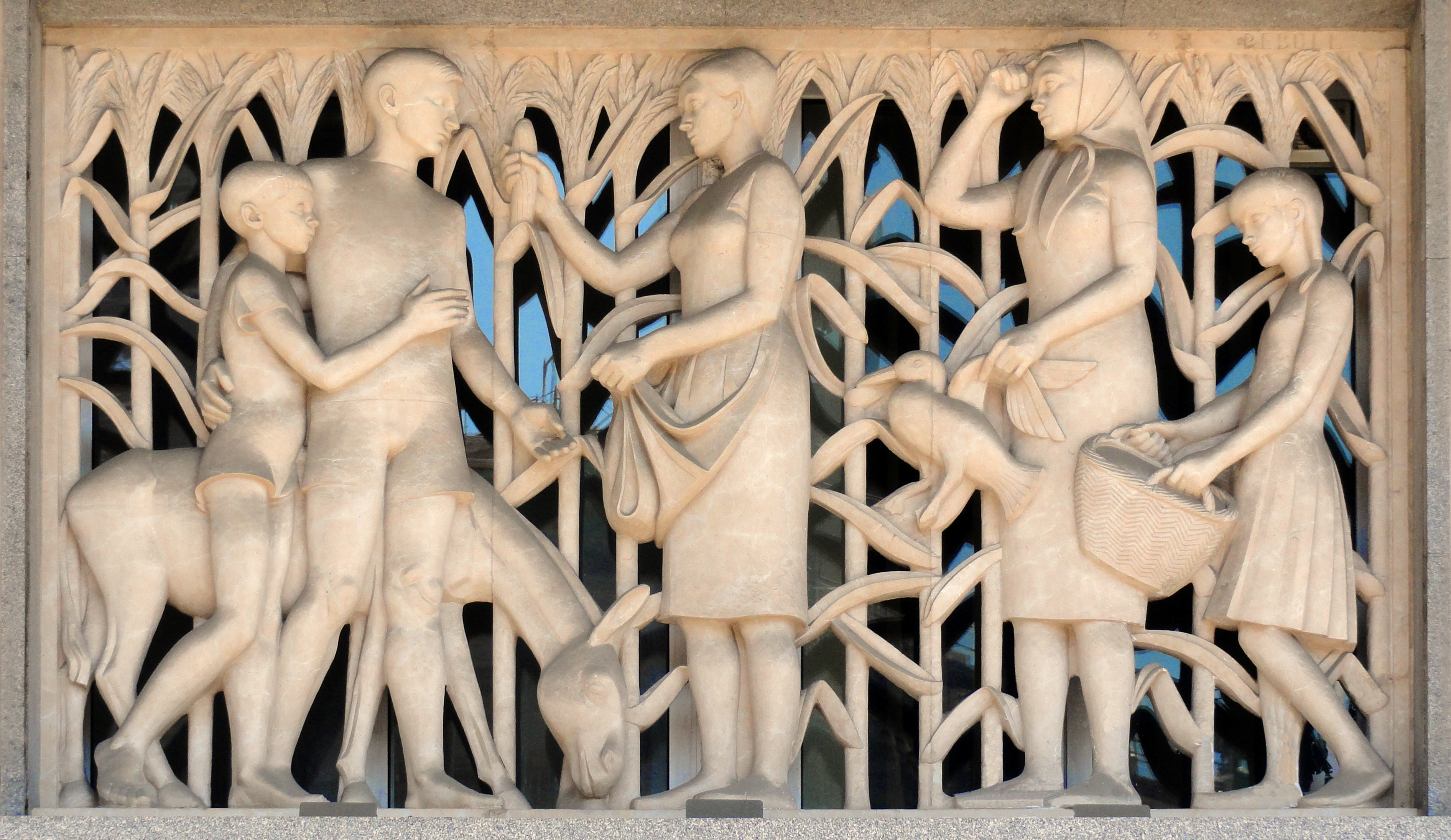
Joan Rebull, Passeig de Sant Joan 102, Barcelona

Va marxar a l'exili en finalitzar la Guerra Civil espanyola, exili del qual no va tornar fins al 1949. El 1943 havia mort la seva esposa amb la qual havia tingut tres fills, Jordi (1927), Elvira (1935) i Xavier (1938) i tres anys més tard, el 1946, va contreure nou matrimoni amb Conxa Farré i Garí amb la que va tenir altres dos fills, Cristina (1947) i Raimon (1954).
Durant aquesta llarga estada a París, va realitzar nombroses escultures i retrats, però un dels encàrrecs més interessants va ser el realitzat per a la Cambra Sindical de la Moda amb destí per al Théatre de la Mode que s'havia d'inaugurar el 1945. Consistia en la construcció de 170 caps i mans de maniquins i unes figures de centaures i sirenes destinat a uns Cavallets, els maniquins van ser vestits pels més importants modistes de la moda per ser instal·lats en diversos escenaris que havien dissenyat d'altres artistes com Jean Cocteau o Emili Grau Sala, amb col·laboracions de l'escenògraf Christian Berard o el ballarí Boris Kochno. Aquest muntatge va ser presentat a Londres uns mesos més tard, on va tenir una gran acollida i va aportar a Rebull un nou encàrrec molt especial, la realització d'uns motius al·legòrics sobre la història de matrimonis reials, junt amb un retrat de la futura reina Elisabet II, per a la Cambra Oficial de Comerç amb motiu del casament de la princesa Elisabet amb Felip d'Edimburg. Quasi totes aquestes obres han desaparegut. Entre les conservades es troba un escut de Gran Bretanya en guix i ciment policromat adquirit per Arpad Elfer per a la seva residència particular de Kensington i del bust de, aleshores, princesa Elisabet només hi ha un document fotogràfic.

### Retorn a Catalunya

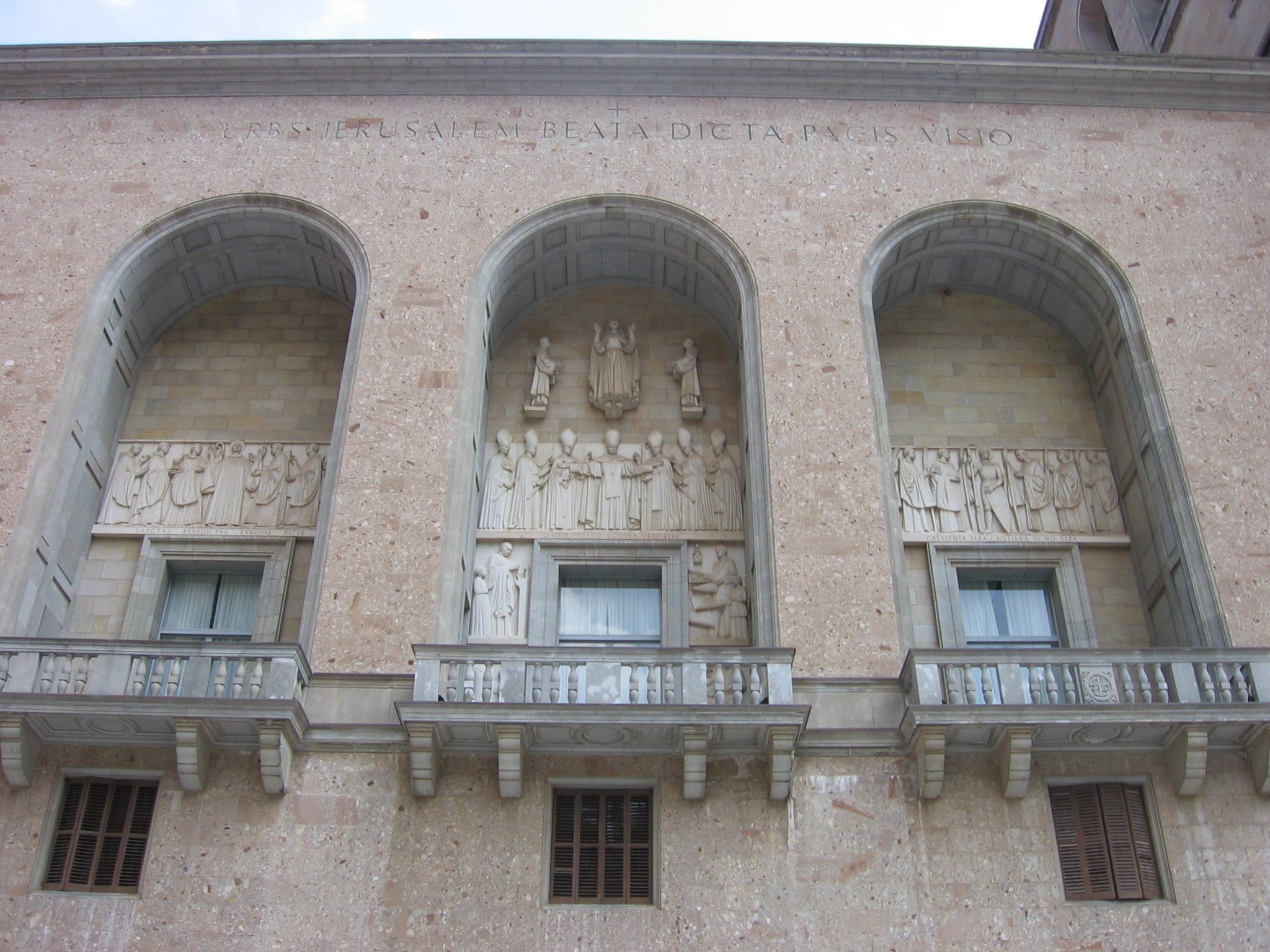
Relleus a la nova façana del monestir de Montserrat

De tornada a Catalunya va realitzar diversos monuments per a algunes ciutats catalanes així com treballs per al Monestir de Montserrat, el primer encàrrec del qual va ser el sarcòfag per a l'abat Marcet amb la seva figura jacent i els relleus per a la nova façana del monestir -aquesta última obra va ser acabada l'any 1960-, va tenir nombrosos encàrrecs per part d'esglésies que havien sofert una gran pèrdua de patrimoni a causa de la Guerra Civil espanyola. L'any 1950 el col·leccionista d'art Lluís Plandiura va adquirir l'escultura Dona ajaguda, prototip iniciat a París i del que va fer diverses versions. Continua participant en diversos certàmens com a les Biennals Hispanoamericanes (1951 a Madrid i 1953 a l'Havana), a la Biennal de Sao Paulo de 1954 on presenta el retrat de la seva filla Cristina i la versió definitiva en bronze de La Pastoreta, encarregada per la seva ciutat natal el 1950.
Va morir a Barcelona l'any 1981 i el seu cos va ser posteriorment traslladat a Reus, on està enterrat. La seva tomba està presidida per una còpia de l'escultura Al·legoria: Els tres gitanets. Una altra còpia, també en bronze, pot veure's a l'Ajuntament de Barcelona. Aquesta escultura va ser l'escollida pel mateix autor per col·locar sobre la seva tomba, ja que tenia un especial significat. En aquest grup es va representar ell mateix en el centre i es troba al costat d'altres dos nois enllaçats pels seus braços per damunt de les espatlles. Aquests dos personatges eren amics de la seva infància, el de l'esquerra el futur excursionista i escriptor Joaquim Santasusagna i a la dreta Aleix Saludes. Els tres vivien al mateix carrer, conegut com «dels gitanos», encara que cap d'ells pertanyessin a aquesta ètnia.

## Obres
Mentre va durar el seu exili a la capital francesa, i combinant els seus encàrrecs, Rebull es va dedicar a realitzar escultura pròpia de gran format. En aquesta trajectòria cap al món clàssic, l'artista va crear tres tipologies per al nu femení que va anar realitzant al llarg del temps en diferents versions, materials i mides.

### Nu ajagut

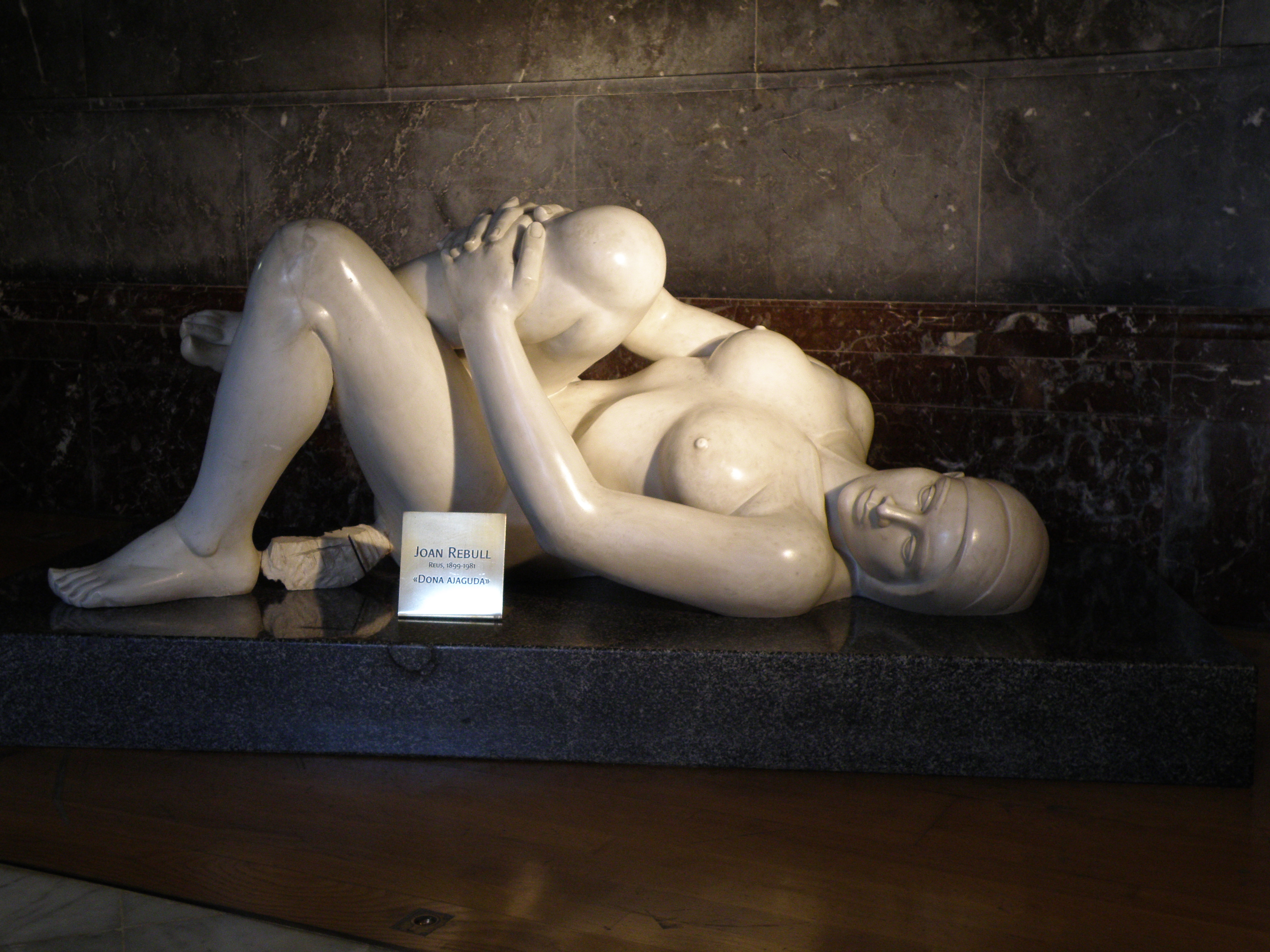
Dona ajaguda a la casa de la vila de Reus (1981)

Com havia fet anteriorment amb el tema del Nu recolzat (terracota c. 1930), amb influència de l'escultor francès Henri Matisse, les versions de la qual varia en petits detalls, va realitzar dos d'encàrrec en marbre blanc (a prop del metre en la seva mida longitudinal) una per al president Josep Tarradellas i una altra per a Tomàs Seix. Va seguir amb aquest mateix tema a qui ja denomina «Nu ajagut», on canvia l'espai pel ritme, el mateix autor així definia la nova interpretació d'aquest tema: era la posició en què s'utilitzava menys material, l'escultura està col·locada dintre d'un rectangle horitzontal, la composició la va aconseguir amb la torsió del cos, el cap inclinat cap a un costat, la cama esquerra recollida mentre les mans es troben creuades sobre la cama dreta alhora que la sostenen en el punt més alt del mencionat rectangle.

### Nu dempeus

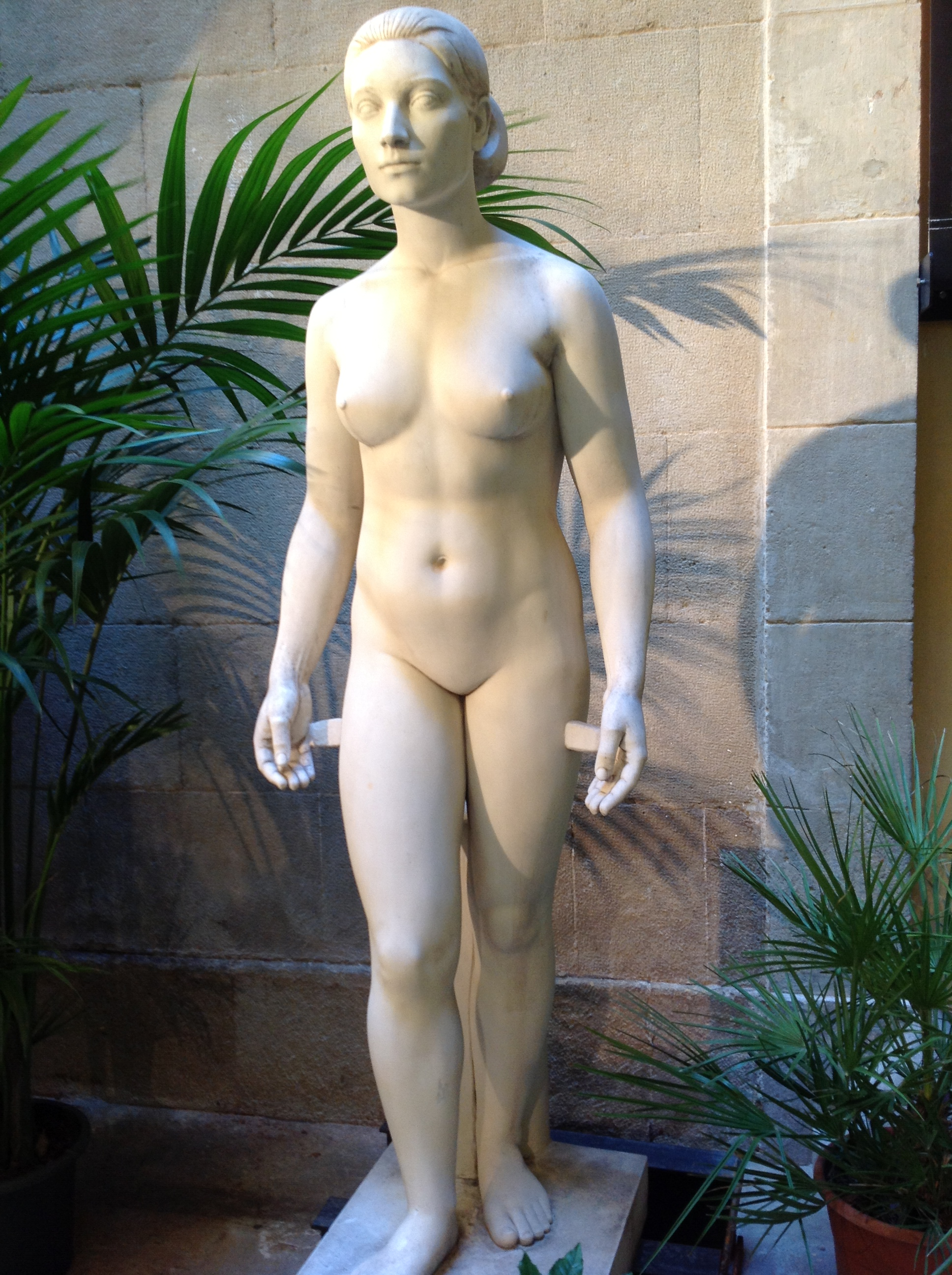
La Ben Plantada

En aquest tipus de nu dret, és amb el que més s'aproxima a models clàssics grecoromans, sense caure en un tractament amanerat, amb gran mestratge esquematitza uns certs elements com el cabell i les que duen un lleuger vel, la seva funció és assenyalar la intemporalitat, és la voluntat clàssica que no atén als models estereotipats de la història de l'art, sinó que pesen més els models de dinàmica propis, com així ho subratlla l'historiador Corredor- Matheos. Unes de les primeres versions realitzades en aquesta posició la va denominar Diana (1943-1948), la figura va ser presentada inacabada al Saló de la Jove Escultura Francesa de París el 1943. Un altre model amb el mateix nom en marbre blanc va ser feta el 1960. De la versió La Ben Plantada existeixen diversos models, des de la primera de l'any 1960, que la va realitzar com a representació de l'ideal perfilat per Eugeni d'Ors, el qual en el seu Glossari de 1911, va descriure com creia que havia de ser la bellesa ideal femenina catalana noucentista:
| «                                                                               | Té La Ben Plantada un metre vuitanta-cinc centímetres d'alçàiria. De terra a la cintura metre vint-icinc; seixanta centímetres de cintura enlaire […] el peu no massa petit […] els turmells semblen una mica amples […] s'endevinen els genolls rodons, poderosos, perfectes […] els braços són llargs: gruixuts en néixer l'espatlla... | » |
| — Eugeni d'Ors, Obra catalana completa, Glosari (1906) Barcelona: Selecta 1950. | |   |

### Nu assegut

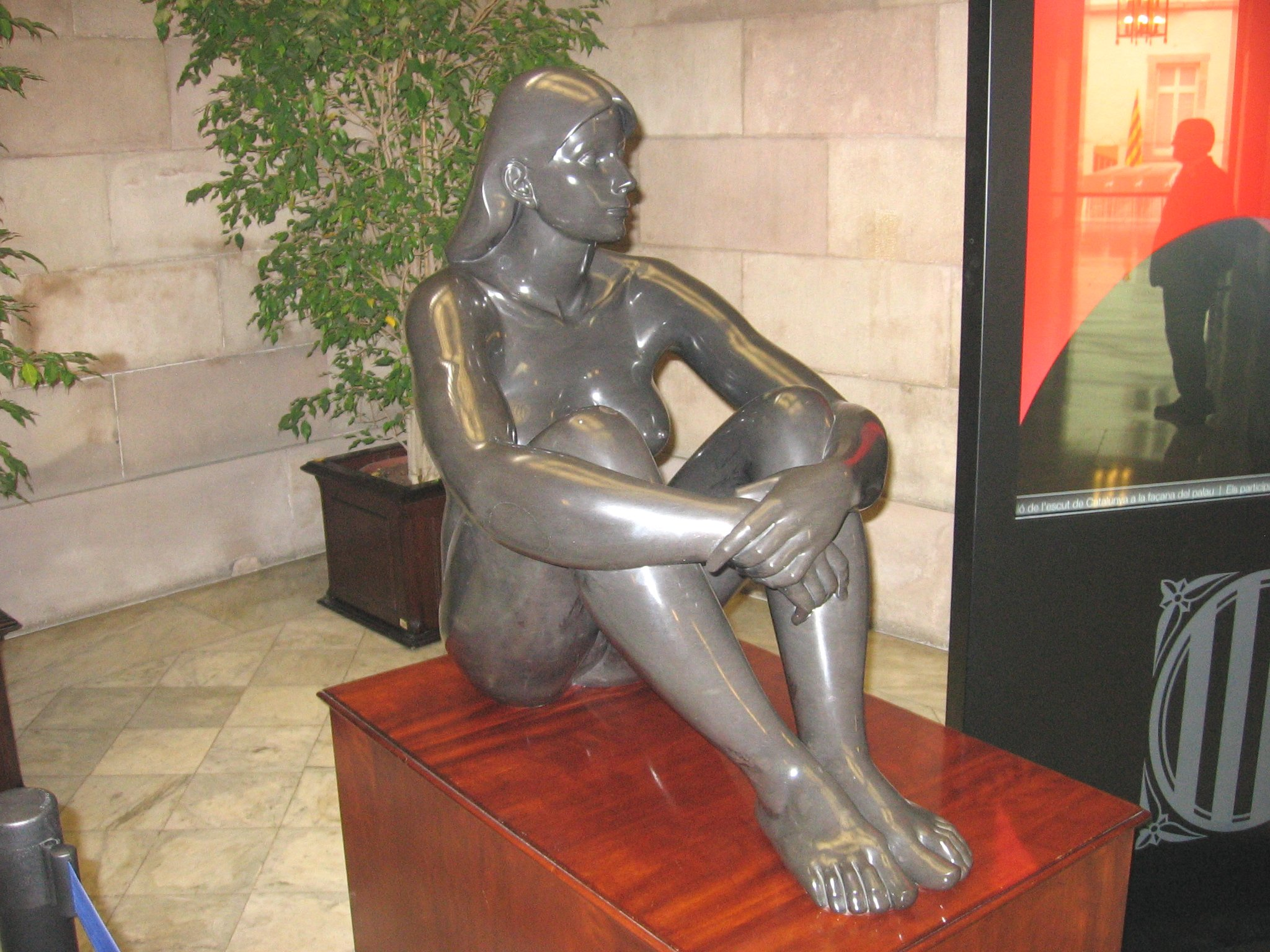
Una de les darreres versions de Dona asseguda al Palau de la Generalitat de Catalunya

La primera escultura conservada de Dona asseguda feta en marbre i signada, està datada de l'any 1948-1950, després apareixen tota una sèrie entre els anys 1950 a 1960. El Museu Abelló, conserva una escultura en guix. Com els anteriors models també van ser realitzades en diferents mides i materials, variant la posició de les mans recollint una cama o les dues i amb els peus més o menys creuats. Fins i tot amb les escultures d'aparença més jove que presenten els peus simplement junts i amb el cabell solt, amb aspecte que s'aparta de l'escultura clàssica, com es poden apreciar a les versions dels anys 1970 fins a la de 1981 última d'aquesta sèrie. Una d'aquestes versions va ser donada al Museu Provincial d'Albacete, segons sembla, gràcies a una entrevista que va tenir amb el seu amic Benjamín Palencia a qui el mencionat museu l'havia dedicat dues sales.

### Retrats
Des de les seves primeres obres va tenir Rebull una particular inclinació cap al retrat, un dels primers va ser el Retrat de Pere Cavallé que va formar part de la seva primera exposició al Centre de Lectura de Reus, aquest bust va ser realitzat amb aspectes arcaics com ho demostra el perfil amb el qual emmarca els ulls. A la seva següent exposició, pocs mesos més tard, va presentar una gran producció de retrats de personatges de la seva ciutat i actors que havien actuat en el Teatre Bartrina de la ciutat, entre ells els d'Elvira Fremont, Joan Santacana o Joaquim Viñas. A la revista Las Circunstancias es va escriure: «Totes les ànimes que belluguen en ànsies de regeneració espiritual desfilen entre els busts d'aquest jove extraordinari que es diu Joan Rebull».

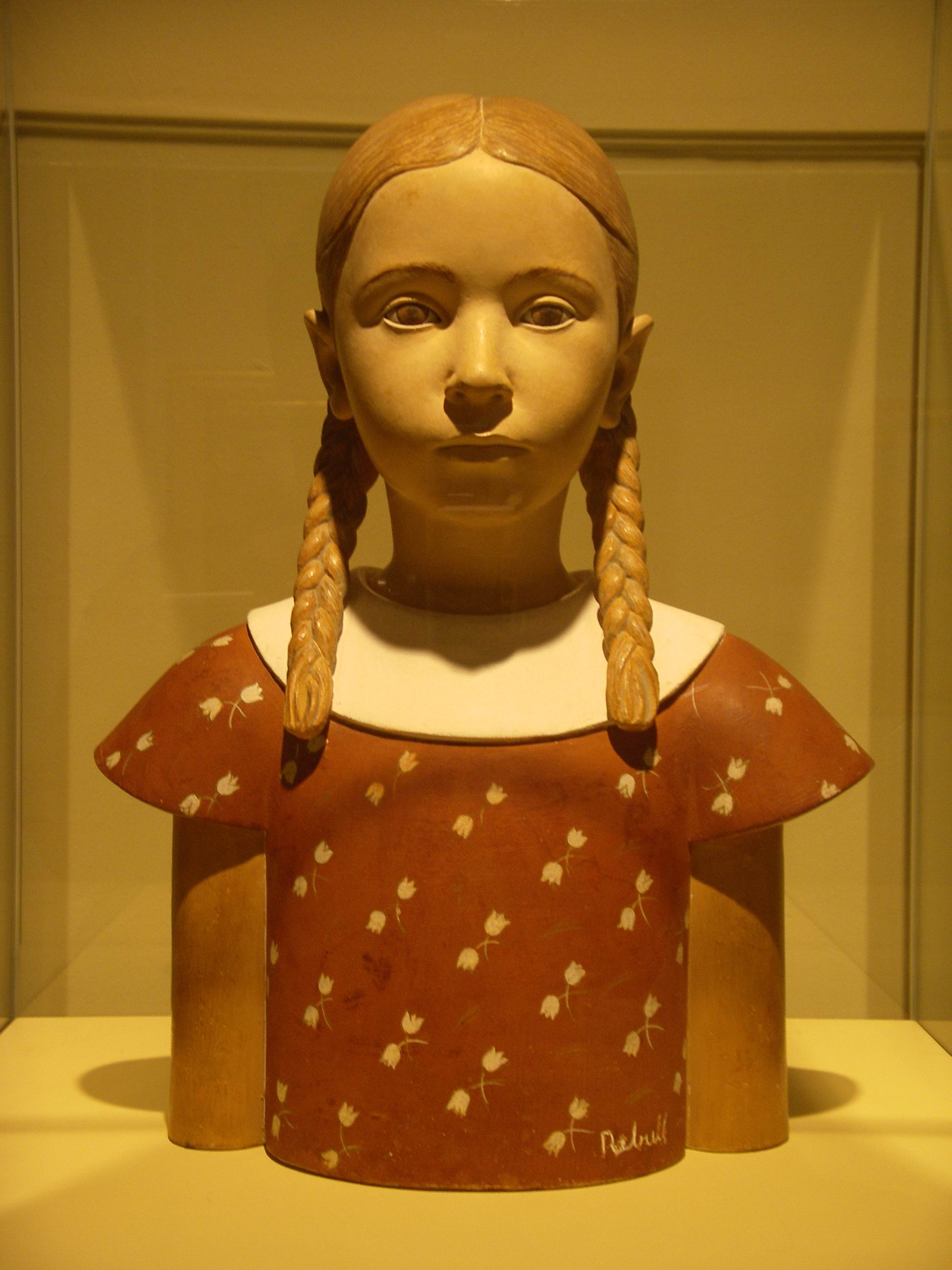
Maria Rosa (1935-1948), Museu de Montserrat

En el seu primer viatge a Londres, segurament és quan més es va introduir en l'escultura egípcia visitant els seus museus, així es veu sobretot en els seus retrats infantils als quals a molts d'ells els policroma i pinta els ulls, com al bust Cap de noi (1932), un altre retrat sorprenent és el realitzat en pedra policromada amb el nom Maria Rosa (1935) a la filla del pintor Joan Seix i Miralta, el hieratisme i serenitat mesclats amb el pentinat de les trenes i l'estampat del vestit, causen un contrast entre el clàssic i el modern, la barreja de diverses cultures aconseguides amb gran naturalitat. Retrat amb els ulls pintats és el realitzat el 1951 a la seva esposa Conxa que prolonga amb la seva característica les ressonàncies antigues i un retrat «viu», sense caure a l'amanerament clàssic, aquesta escultura va participar junt amb altres disset a la I Biennal Hispanoamericana d'Art celebrada a Madrid el 1951, on se li va concedir el Gram Premi de la Biennal en la secció d'Escultura, els comentaris crítics van ser molt favorables:
| « | Caps, busts i torsos amb l'ànima retinguda en la matèria i un cos -observació que ens interessa subratllar- que és d'avui i dels dies antics d'Ur o de Tell-el-Amarna, però que per damunt de tot tenen un sentit d'universalitat sense límits en l'espai i el temps. | » |
| — Alberto del Castillo «La escultura en la Bienal» Diario de Barcelona, Barcelona, 18 de noviembre de 1951. | |   |

### Monuments

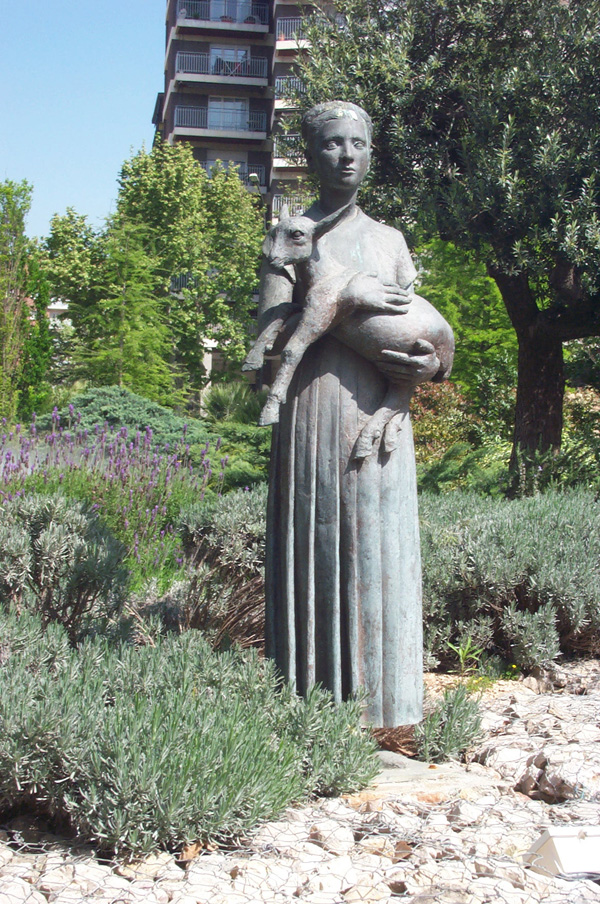
La pastoreta a Reus

A les últimes dècades de la seva vida Rebull va rebre encàrrecs d'escultura de gran format o monumental, el 1951 va efectuar La pastoreta inaugurada el 1954 per a la ciutat de Reus representa Isabel Besora, pastora que va tenir l'aparició de la Verge de Misericòrdia, va ser la primera escultura dempeus que va realitzar amb elements arcaics sobretot en el seu vestit que remet al grec Auriga de Delfos. Dotze anys més tard va realitzar l'escultura La Pubilla un tema representatiu i simbòlic que està col·locat a la façana de la seu central de la Caixa de Pensions a Reus, existeix una sèrie de mida més petita realitzada en bronze, la majoria d'elles en col·leccions particulars. Encara per a la seva ciutat natal va realitzar una de les seves obres monumentals més important la Font del Triptòlem on va representar els personatges Triptòlem, Demèter i Persèfone, el símbol de Reus i la seva comarca està patent tal com ho va descriure el propi artista:
| « | Em vaig basar en la idea de la rosa que figura a l'escut de Reus i així les cinc plataformes representen els cinc pètals d'aquesta rosa de Reus, i amb l'arquitecte Llimona vàrem resoldre la forma i els càlculs de resistència, donant-li una forma espiral per obtenir una cortina de pluja que crea una unió rítmica de tot el grup escultòric.[…] la il·luminació és part integrant de la idea i amb el bronze de les estàtues, el bany de coure de les plataformes i el joc de les aigües, que a la llum forma una cortina daurada, s'inspira el tot de la meva obra. | » |
| — Alberto Durán, La Vanguardia «Una monumental fuente embellece la ciudad de Reus». Barcelona, 15 de diciembre de 1964. | |   |

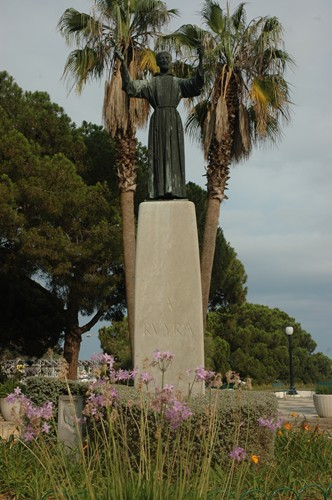
Monument a Joaquim Ruyra, a Blanes

Per al passeig Marítim de la ciutat de Blanes se li va encarregar el monument homenatge a l'escriptor Joaquim Ruyra (1958) amb ocasió del centenari del seu naixement, ho va representar com el frare caputxí «sant Sadurní de Croïlles» protagonista de la seva obra Les coses benignes, la intenció de l'escultor va ser expressar la gran unió que existeix entre la literatura de Ruyra i l'esperit franciscà. L'obra té dos metres d'alçada més d'altres tres de la peanya constituïda per un monòlit de pedra. Per a aquesta obra va comptar amb la col·laboració de l'arquitecte Francesc Folguera. Aquest mateix arquitecte va projectar un edifici per a l'industrial tèxtil catalana Tecla Sala, entre els carrers Casp i Pau Claris de Barcelona al qual se'l va anomenar Casal de Sant Jordi. Folguera va encarregar a Rebull una escultura del sant per col·locar-la a la part alta de l'edifici. La imatge es va realitzar entre 1930 i 1932 i la seva esposa Anna va posar com a model el que va donar com a resultat una expressió de la cara i també del cos força femení. La premsa va publicar per part del poeta Josep Palau i Fabre unes paraules iròniques posades en boca del sant:«M'an fotut el cavall, m'han fotut el drac, m'han fotut la llança i m'han fotut aquí dalt». A la façana d'aquest edifici sobre el fris d'entrada de les dues portes laterals, es troben dos relleus en marbre representant a Ceres i a Mercuri. D'escultures sobre Sant Jordi va realitzar diverses versions, per a diferents esglésies (parròquia de Sant Jordi (Vallcarca), Sant Jordi de Treumal a Calonge i la de L'Ametlla del Vallès) i diversos llocs públics, com l'encàrrec per a la Diputació de Barcelona en la seva seu de la Rambla de Catalunya a Barcelona i la del Parc de Sant Jordi a Reus..

### Imatges religioses
La creació d'estatuària religiosa, va ser deguda completament a encàrrecs rebuts després de la Guerra civil espanyola. Es va adaptar a les interpretacions habituals, però sempre deixant l'empremta particular del seu model d'escultura, a les figures femenines presenta una idealització als rostres i les seves actituds, però sempre s'adverteix un realisme per la còpia de la model (gairebé sempre la seva esposa). Unes de les primeres representacions van ser les talles de fusta policromades de Sant Joaquim i Santa Anna per al santuari de Misericòrdia de Reus.

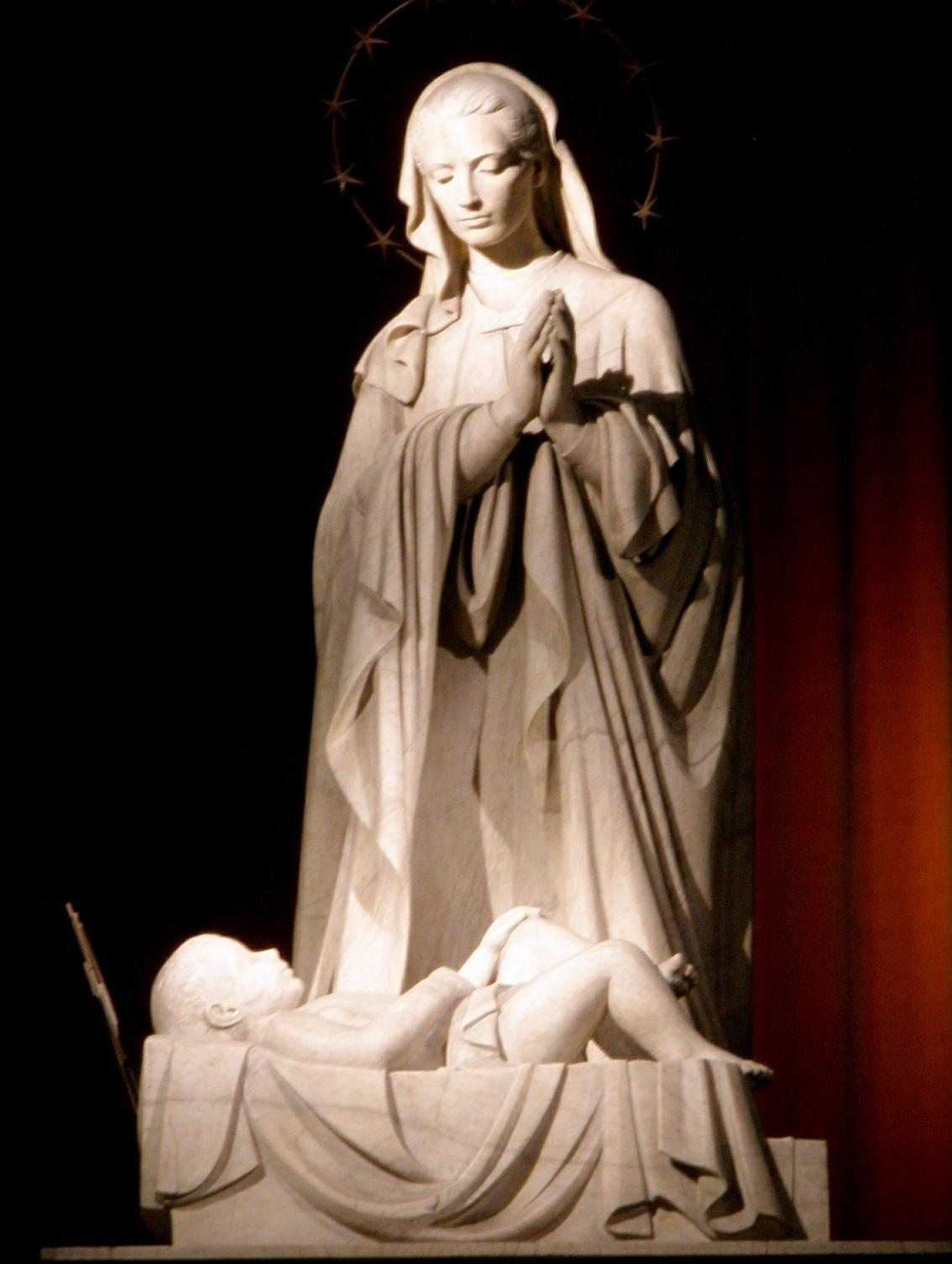
Nativitat, a l'altar major de l'església de Betlem de Barcelona

Per a la reconstrucció del monestir de Montserrat també va ser cridat, juntament amb altres artistes, per a la realització de diversos treballs, el sarcòfag de l'abat Marcet amb la figura jacent i tres baixos relleus al voltant de la tomba que representen el sacrifici d'Isaac, el Pastor i Daniel amb els lleons; a un altre sant Benet beneint el calze, sant Benet resant y sant Plàcid salvat de les aigües per petició de sant Benet, finalment l'aparició de la Mare de Déu a l'abat Marcet. Per a la façana va realitzar els grans relleus de la portalada nova, el relleu lateral esquerre, de cinc metres d'amplada, amb la història del Trànsit de sant Benet; per al lateral dret, també de la mateixa mida, Sant Jordi i els màrtirs on estan representats sant Jordi envoltat dels sants màrtirs de la guerra civil que van morir a la muntanya de Montserrat i el plafó central de cinc metres d'amplada per onze d'alt, hi ha relleus resseguint la porta central del balcó sobre l'entrada, i el fris superior amb les imatges del papa Pius XII, l'abat Escarré amb cardenals i sacerdots, sobre seu hi ha les imatges corpòries del grup de l'Assumpció.
Va elaborar dos passos per a la Setmana Santa de Reus, el 1950 l'Ecce Homo amb les figures de Crist i Ponç Pilat i el 1957 la Negació de sant Pere aquest conjunt està format per sis imatges amb la representació de dues escenes la de l'interrogatori de Jesús per Caifàs i la negació de sant Pere separats per una simple estructura arquitectònica.
Es troben imatges de culte a diverses esglésies Barcelona, entre d'altres les «Immaculades» per a la congregació Mariana dels Jesuïtes i la del presbiteri de l'església de les Llars Mundet o la Nativitat d'alabastre per a l'altar major de l'Església de Betlem. Imatge titular per a la parròquia de l'Església del Carme de Manresa, El pare Mañanet junt una Mare de Déu talles en pedra, per a la capella del col·legi de sant Raimon de Penyafort de Vilafranca del Penedès.

## Els retrats
Dins la trajectòria artística de Rebull, els retrats ocupen un lloc destacat. Moltes de les seves primeres obres de joventut estaven dedicades a la plasmació de personatges reals i coneguts. I d'una forma continuada, sempre mantingué l'execució de figures retratades, una de les especialitats més complexes i apreciades en l'art escultòric. Moltes vegades els treballava per tal d'acomplir encàrrecs, d'altres els executava d'una forma espontània tot modelant o esculpint la fisonomia dels seus amics, dels seus estimats, i a sobre tots dels seus membres de la família. Els seus fills, en diferents etapes de la seva infantesa, formen un nodrida sèrie de retrats de gran intensitat, plasmats amb gran tendresa. També va representar el seu propi rostre en diferents ocasions.
En els retrats, Rebull defineix els trets personals del model, l'infon d'una individualitat precisa, anota fidelment el seu rostre. Però en fa una interpretació des de la simplicitat formal on cap element secundari pertorba l'essència del retrat. De vegades l'artista aporta color als seus retrats. Trobem obres completament policromades; en altres, el cromatisme es concentra en els ulls, i en alguns rostres es percep una lleu coloració en els llavis i les celles.
L'expressió dels retrats és sempre de gran serenitat. El gest, solament suggerit, és d'una sobrietat indefinible que situa la figura en un pla d'intemporalitat malgrat les concrecions que ens parlen de la seva pertinença.[3]

## Com considerava l'escultura Rebull
No era un escultor senzill; era un pensador de l'escultura. Per a ell, l'escultura no era només un ofici, ni tan sols un art, era molt més que això. Era una manera de concebre el món, que s'expressava no amb la paraula sinó amb les formes i els volums, és a dir, el llenguatge específic dels artistes plàstics. Rebull elabora una teoria de l'escultura que aplicava rigorosament a la seva obra, i de manera especialment contundent a l'obra de la seva joventut i maduresa. La claredat de les seves idees escultòriques feia que la seva postura fos molt ferma i poc donada a acceptar matisos.
Per a ell, el modelista que reproduïa figures o grups amb tota mena de detalls i vibracions no era un veritable escultor. L'escultor segons ell, havia de crear volums contundents, amb un pes propi, que no perseguís copsar tremolors, sinó volums; i aquests volums havien de ser fidels al material de què estaven formats. Així, el marbre no podia ser fruit de l'ampliació d'un model de fang que no tingués en compte el material final de la peça: el marbre, doncs, havia de pesar, mai un escultor podia valdre-se'n per a obtenir formes d'aparença esboirada.
Sovint s'ha parlat de Rebull com d'un representant del Noucentisme, i això no és del tot exacte. Primer, per una simple qüestió cronològica: Rebull va començar a fer la seva obra quan el Noucentisme ja declinava. I, d'altra banda, ell tampoc combregava del tot amb l'idealisme que informava l'obra d'alguns dels principals escultors noucentistes. La imitació de l'art clàssic tampoc no era el motor que el movia a crear, i tenia una opinió desfavorable d'aquells escultors més atents a assemblar-se als grecs o els romans que no a inspirar-se directament en les formes del natural.